# Aspoeckiella hyalina
Aspoeckiella hyalina là một loài côn trùng trong họ Ascalaphidae thuộc bộ Neuroptera. Loài này được Hölzel miêu tả năm 2004.